# Johannes Koop
Johannes Koop (* 20. Juli 1920 in Emden) ist ein niedersächsischer Politiker (GB/BHE) und war von 1953 bis 1955 Mitglied des Niedersächsischen Landtages.
Koop besuchte die Volksschule und absolvierte im Anschluss die kaufmännische Handelsschule in Emden. Nach dem Ende seiner Schulausbildung begann er seine kaufmännische Lehre in Hameln und Hannover. Es folgte sein Umzug nach Danzig. Im Zweiten Weltkrieg war er zwischen 1939 und 1945 Kriegsteilnehmer und wurde fünfmal verwundet. Im Jahr 1945 wurde er aus Danzig vertrieben. Nach 1946 war er als Manager tätig und gründete nach der Währungsreform ein Feinkostgeschäft. Seit BHE-Gründung war er Mitglied des Kreisvorstandes seiner Partei. 

## Öffentliche Ämter
In der zweiten Wahlperiode wurde er zum Mitglied des Niedersächsischen Landtages vom 22. April 1953 bis 5. Mai 1955 gewählt. Er zog aufgrund der Neuverrechnung des Wahlergebnisses in den Landtag ein.